# Воскресенский, Владимир Константинович (военный)
Владимир Константинович Воскресенский (1893 или 1894—1916) — поручик 5-го стрелкового полка, герой Первой мировой войны.

## Биография
Родился в 1893 или 1894 году.
Выпускник Аракчеевского кадетского корпуса.
Военную службу проходил в 5-м стрелковом полку, в рядах которого принял участие в Первой мировой войне. За отличия в боях был награждён орденами св. Анны 4-й степени, св. Станислава 3-й степени с мечами и бантом и св. Анны 3-й степени с мечами и бантом.
Погиб 23 мая 1916 года. Похоронен в городе Городец Нижегородской губернии.
Высочайшим приказом от 5 ноября был посмертно награждён орденом св. Георгия 4-й степени, а Приказом по армии и флоту от 4 марта 1917 года ему было посмертно пожаловано золотое оружие с надписью «За храбрость».